# Рудяк Юрій Аронович
Рудяк Юрій Аронович (нар. 16 лютого 1960, в м. Тернопіль, тоді УРСР) — український вчений у галузі експериментальної механіки, доктор технічних наук (2015), професор (2022), завідувач кафедри медичної фізики діагностичного та лікувального обладнання Тернопільського національного медичного університету.

## Життєпис
Юрій Рудяк народився 16 лютого 1960 року в м. Тернопіль, Україна.
Закінчив Тернопільську філію Львівського політехнічного інституту та отримав спеціальність інженера-механіка (1982).
1987—1993 — асистент, старший викладач кафедри технічної механіки Тернопільської філії Львівського політехнічного інституту (згодом Тернопільського приладобудівного інституту).
З 2011 року — старший викладач кафедри медичної інформатики з фізикою Тернопільського державного медичного університету
З 2012 — завідувач кафедри медичної фізики діагностичного та лікувального обладнання ТНМУ.
Син директора проектного інституту Арона Рудяка, автора проекту першого на Україні "Співочого поля" та інших знакових проектів Тернополя та заслуженої вчительки першої гімназії м. Тернополя Любові Рудяк.

## Наукова діяльність
Кандидатська дисертація на тему «Исследование напряженного состояния элементов конструкций с трещинами поляризационно-оптическим методом» за спеціальністю 01.02.04 - механіка деформівного твердого тіла. Кандидат фізико-математичних наук з 1987 року.
Докторська дисертація на тему«Оптичні експериментально-розрахункові методи визначення напружено-деформованого та граничного станів прозорих діелектриків» за спеціальністю: 01.02.04 - механіка деформівного твердого тіла. Доктор технічних наук з 2015 року.

## Доробок
Є автором понад 80 публікацій, включаючи 2 монографії, видані у Німеччині, 6 авторських свідоцтв на винаходи. Більше 20 робіт видано одноосібно.
Основні наукові праці:
- Pidgurskyi M., Rudyak Yu., Pidgurskyi I. Research and modeling of stress-strain state and fracture strength of triplexes at temperatures 293-213 K // Proceedings of the 7th international conference on fracture fatigue and wear FFW 2018? 9-10 July 2018 Ghent University, Belgium p. 135-151. 2018.
- Рудяк Ю. Оптические методы механіки твердого тела / Ю.Рудяк, Н.Пидгурский.– Saarbrücken, Deutschland: LAP LAMBERT Academic Publishing, 2015.– 128s. – ISBN 978-3-659-69350-2.
- Рудяк Ю.А. Оптичні дослідження міцності багатошарових структур із прозорих діелектриків / Ю.А. Рудяк, М.І. Підгурський // Фізико-хімічна механіка матеріалів.– Львів, ФМІ, 2015.– №2– SCOPUS
- Рудяк Ю. Термонапряженное и предельное состояние многослойных структур / Ю.Рудяк.– Saarbrücken, Deutschland: LAP LAMBERT Academic Publishing, 2015.– 128s.– ISBN 978-3-659-37210-0.
- Рудяк Ю. Оптичні експериментально-розрахункові методи визначення НДС та граничного стану багатошарових структур з концентраторам / Ю.Рудяк, М. Підгурський // Вісник Тернопільського національного технічного університету, №1. – 2014.- С. 11-21.
- Рудяк Ю.А. Экспериментальное определение граничного состояния пластин из органического стекла с трещинами согласно физико-механического критерия тензора диэлектрической проницаемости / Ю.А. Рудяк // Вестник Ташкентского технического университета. Серия Электроника и автоматика, 2013. -№2. – С. 24-28.
- Рудяк Ю.А. Экспериментальное определение граничного состояния оболочек из эпоксидной смолы с трещинами согласно физико-механического критерия / Ю.А. Рудяк // Вестник Ташкентского технического университета. Серия Химическая технология, контроль и управление, 2013. -№2(50). – С. 20-23.
- Оптические тензодатчики на основе эффекта диффузного поверхностного рассеивания / Н.И.Пидгурский, Ю.А.Рудяк, И.Н.Пидгурский и др. // Вестник Ташкентского технического университета, 2013. - № 1 ( 49). – С. 33 – 35.
- Рудяк Ю.А. Экспериментальное определение деформаций с использованием эффекта диффузного поверхностного рассеивания / Ю.А.Рудяк // Вестник Белгородского государственного технологичесого университета им.В.Г.Шухова, 2013.– № 2. – С. 94 – 96.
- Рудяк Ю.А. Определение термонапряженного состояния смотровых окон пищевых аппаратов, изготовленных из триплексов / Ю.А.Рудяк // Процессы и аппараты пищевых производств: Изд. Санкт – Петербургский государственный университет низкотемпературных и пищевых технологий. – Санкт – Петербург, 2013. - № 1. С. 36. – режим доступа к журналу: http: // elibrary. ru / contents. asp? titleid = 28284.– РИНЦ
- Рудяк Ю.А. Фізико-механічний критерій граничного стану діелектриків / Ю.А.Рудяк// Вісник Хмельницького національного університету, 2013. - № 1. – С. 275 – 277.
- Рудяк Ю.А. П’єзооптичний ефект поглинального середовища / Ю.А. Рудяк // Вісник національного авіаційного університету, Київ, 2013. – №2. – С. 114-116.
- Визначення абсолютних значень та величин співвідношення оптико-механічних констант прозорих діелектриків / Ю.А.Рудяк, Г.І.Ткаченко, О.В.Грибков, Д.І.Шостак // Вісник НТУ « ХПІ», 2013. - № 11 ( 985). – С. 150 – 155.
- Рудяк Ю.А. Оптимізація експериментально-розрахункового методу рішення задач механіки руйнування / Ю.А.Рудяк // Вісник Сумського державного університету. Серія технічні науки, 2013. - № 1.
- Рудяк Ю.А. Застосування ефекту дифузного поверхневого розсіювання для дослідження «зони шийкоутворення» біля вершини тріщини / Ю.А.Рудяк, Г.І.Ткаченко, О.В.Грибков // Вісник Хмельницького національного університету, 2013. - № 2. – С.70 – 72.
- Рудяк Ю.А. Граничний стан елементів машин та конструкцій з діелектриків, коли руйнування проходить в умовах плоскої деформації / Ю.А.Рудяк // Вісник Східноукраїнського національного університету імені Володимира Даля. – Луганськ, 2013. - № 4 ( 193). – С. 224 – 226.
- Рудяк Ю.А. Визначення величин коефіцієнтів інтенсивності моментів за даними дифузного поверхневого розсіювання / Ю.А. Рудяк // Вісник Житомирського державного університету. Серія Машинознавство, 2013. - №1(64). – С. 8-11.
- Рудяк Ю. Фізичне обґрунтування методу дифузного поверхневого розсіювання/ Ю.Рудяк // Вісник Тернопільського національного технічного університету, 2013. - № 1 ( 69). – С. 110 – 115.
- Рудяк Ю.А. Граничний стан елементів машин та конструкцій з діелектриків, коли руйнування проходить в умовах плоского напруженого стану/ Ю.А.Рудяк // Вісник Східноукраїнського національного університету імені Володимира Даля. – Луганськ, 2012. - № 14 ( 185). – Частина 2. - С. 112 – 115.
- Рудяк Ю.А. Математичне обґрунтування методу дифузного поверхневого розсіювання / Ю.А.Рудяк // Вісник Хмельницького національного університету, 2012. - № 6. – С. 264 – 267.
- Рудяк Ю.А. Метод визначення коефіцієнтів інтенсивності напружень для неоднорідного основного напруженого стану / Ю.А.Рудяк // Вісник національного авіаційного університету, Київ, 2012. - № 4. – С. 101 – 103.
- Рудяк Ю.А. Метод визначення величин коефіцієнтів інтенсивності напружень за даними вимірювання поглинання інтенсивності світла / Ю.А. Рудяк // Вісник Сумського державного університету. Серія технічні науки, 2012. – №4. – С. 88 – 91.
- Рудяк Ю. Критеріальне оцінювання ресурсу полімерних елементів машин / Ю.Рудяк // Вісник Тернопільського національного технічного університету, 2012. - № 4(68). – С. 88 – 91.
- Дослідження параметрів граничного стану для силікатного неорганічного скла / Ю.А.Рудяк, Г.І.Ткаченко, О.В.Грибков, Д.І.Шостак // Наукові праці Чорноморського державного університету, Миколаїв, 2012. – Випуск 191. – Том 203. – С.32 – 37.
- Кепич Т.Ю. Оптичний метод визначення напружено-деформованого стану об’єктів шляхом аналізу поглинання світла. / Т.Ю.Кепич, О.В. Мильніков, Ю.А. Рудяк // Вісник КДУ, 2003. Серія фіз.-мат. науки. - В.5. – С. 45 – 53.
- Кепич Т.Ю. Напряженное состояние тонкостенных сварных конструкций со сквозными и поверхностными трещинами в зоне шва / Т.Ю. Кепич, Ю.А. Рудяк // Журнал «Автоматическая сварка». 1988 №5, С. 9-13.– SCOPUS